# Rodolfo Mederos

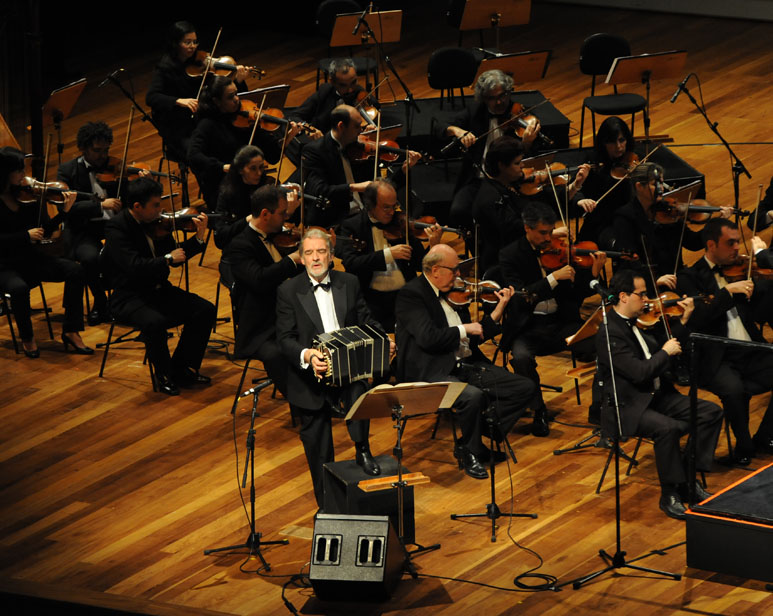
Rodolfo Mederos mit dem Jazz Sinfônica im Auditório Ibirapuera in São Paulo 2009

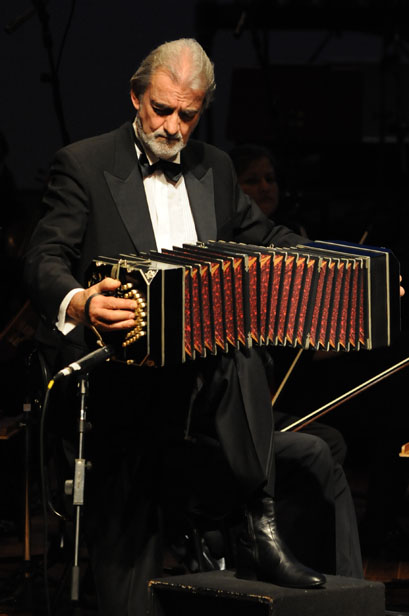
Rodolfo Mederos, 2009

Rodolfo Mederos (* 25. März 1940 in Buenos Aires) ist ein argentinischer Bandoneonspieler, Dirigent, Dozent und Komponist in der Tradition von Astor Piazzollas Tango Nuevo.

## Leben
Mederos ist im Quartier „Constitución“ geboren und wuchs in Entre Ríos auf. Er studierte Biologie an der Universidad Nacional de Córdoba. Im Alter von zwanzig Jahren gründete er das Octeto Guardia Nueva. Mit dieser Formation hatte er Gelegenheit, bei einem Konzert von Piazzolla als Vorgruppe aufzutreten, woraufhin er beschloss, sich ganz der Musik zu widmen. 1966 erschien sein erstes Album Buenos Aires... al Rojo!. Nach einem Parisaufenthalt ab 1967 war er von 1969 bis 1974 Mitglied im Orchester von  Osvaldo Pugliese, wo er mit Arturo Penón, Daniel Binelli und Juan José Mosalini die Bandoneongruppe bildete.
Danach gründete er die Gruppe Generación Cero, mit der er 1976–77 zwei Alben veröffentlichte, denen drei Soloalben folgten (1978, 1983 und 1984). 1984 gründete Mederos die Musikschule La Escuela de Música Popular in Avellaneda und widmete sich da verstärkt der Lehrtätigkeit. Dennoch erschienen weitere Alben von ihm, und 2000 wurde Eterno Buenos Aires für den Latin Grammy in der Kategorie Bestes Tangoalbum nominiert und gewann den Premio Predel. Weitere Nominierungen zum Latin Grammy gewann er 2001 mit Tangos (mit Nicolás Brizuela) und 2007 mit Comunidad. Daneben komponierte und spielte Mederos seit den 1980er Jahren auch zahlreiche Filmmusiken.

## Diskografie
- Buenos Aires... al rojo!, 1966
- Fuera de broma, 1976
- De todas maneras, 1977
- Todo hoy, 1978
- Buenas noches Paula, 1983
- Verdades y mentiras, 1984
- Reencuentros, 1989
- Carlos Gardel por Rodolfo Mederos, 1992
- Tanguazo, 1993
- Mederos Quinteto, 1994
- Mi Buenos Aires querido, 1995
- El día que Maradona conoció a Gardel, 1996
- Las veredas de saturno, 1997
- El tanguero, 1998
- Eterno Buenos aires (mit Hernán Posetti, Damián Bolotín, Armando de la Vega und Sergio Rivas), 1999
- Tangos/Mederos-Brizuela, 2000
- Piazzolla-Mederos with Symphony Orchestra Ciudad de Oviedo, 2002
- Comunidad-Intimidad-Soledad Trilogy:
  - Comunidad, 2007
  - Intimidad, 2007
  - Soledad, 2008
- Diálogos de Buenos Aires a Granada (mit Miguel Poveda), 2013

## Filmmusiken
- 1976: Crecer de golpe – Regie: Sergio Renán
- 1986: Las veredas de Saturno – Regie: Hugo Santiago
- 1987: Memorias y Olvidos – Regie: Simón Feldman
- 1991: Nach dem Sturm (Después de la tormenta) – Regie: Tristán Bauer
- 1997: Anabel (Diaro para un cuento) – Regie: Jana Bokova
- 1998: Sus ojos se cerraron – Regie: Jaime Chávarri
- 2001: Contraluz – Regie: Bebé Kamin

## Film über Mederos
- 2007: Das ZDF stellte einen 43-minütigen Film über Mederos her. Regie führte Gabriel Szollosy.